# インドリ科
インドリ科（インドリか、Indriidae）は、哺乳綱霊長目に分類される科。

## 形態
原猿類の現生種としては最大種であるインドリを含む。一方でオス同士ではダイアデムシファカの方が体重は重く、インドリは後述するように尾が痕跡的であるため尾長を含めた長さはシファカ類の方が長くなる。前肢よりも後肢が長く、樹上での跳躍に適している。アバヒ属やシファカ属は尾が長いが、インドリ属では尾が痕跡的。
歯列は門歯が上下4本、犬歯が上顎2本、小臼歯が上下4本、大臼歯が上下6本。下顎には犬歯がなく、他の原猿類と比較して上顎・下顎共に小臼歯が1本ずつ少ない。腋下に1対の乳頭がある。

## 分類
学名はIndridaeとされることもあったが、2002年にICZNの強権により原記載のIndriidaeが保持されることになった。
以下の現生種の分類・和名・英名は、日本モンキーセンター霊長類和名編纂ワーキンググループ(2018)に従う。
- アバヒ属 Avahi
  - Avahi betsileo ベトシレオアバヒ Betsileo avahi
  - Avahi cleesei クリーズアバヒ John Cleese's avahi
  - Avahi laniger ヒガシアバヒ Eastern avahi
  - Avahi meridionalis ミナミアバヒ Southern avahi
  - Avahi mooreorum ムーアアバヒ Moore's avahi
  - Avahi occidentalis ニシアバヒ Western avahi
  - Avahi peyrierasi ペリエラスアバヒ Peyrieras's avahi
  - Avahi ramanantsoavanai ラマナンツァヴァナアバヒ Ramantsoavana's Southern avahi
  - Avahi unicolor サンビラノアバヒ Sambirano avahi

- インドリ属 Indri
  - Indri indri インドリ Indri

- シファカ属 Propithecus　
  - Propithecus candidus シルキーシファカ Silky sifaka
  - Propithecus coquereli コクレルシファカ Coquerel's sifaka　
  - Propithecus coronatus クロカンムリシファカ Crowned sifaka
  - Propithecus deckenii デッケンシファカ Decken's sifaka
  - Propithecus diadema ダイアデムシファカ Diademed sifaka
  - Propithecus edwardsi ミルンエドワーズシファカ Milne-Edwards's sifaka
  - Propithecus perrieri ペリエシファカ Perrier's sifaka
  - Propithecus tattersalli タターサルシファカ Tattersall's sifaka
  - Propithecus verreauxi ベローシファカ Verreaux's sifaka

## 生態
アバヒ属は夜行性。
主に植物の葉や果実を食べる。

## 人間との関係
森林伐採や採掘による生息地の破壊や分断、食用の狩猟などにより生息数が減少している種もいる。1975年のワシントン条約発効時から、科単位でワシントン条約附属書Iに掲載されている。

## 画像

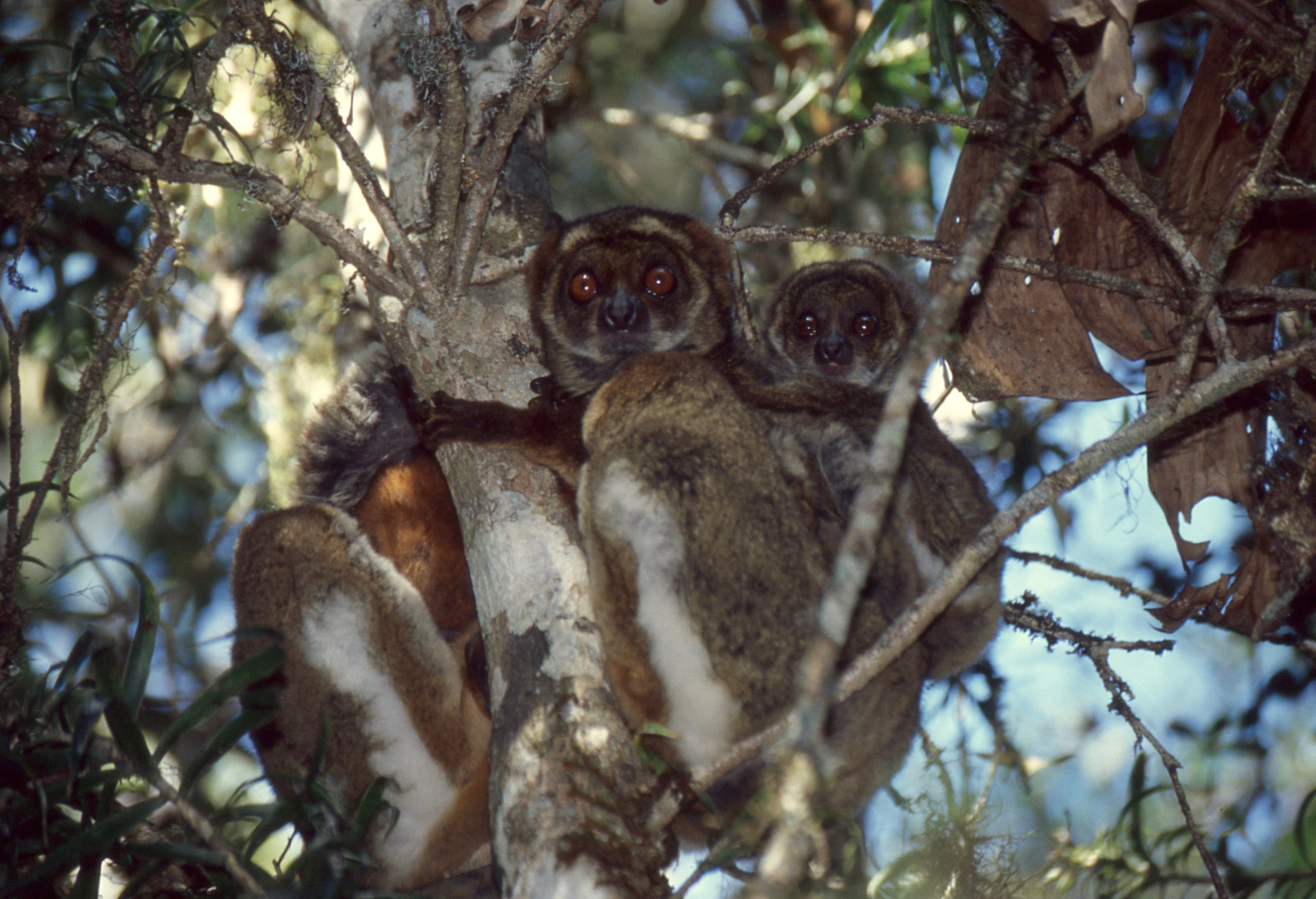
ヒガシアバヒ A. laniger
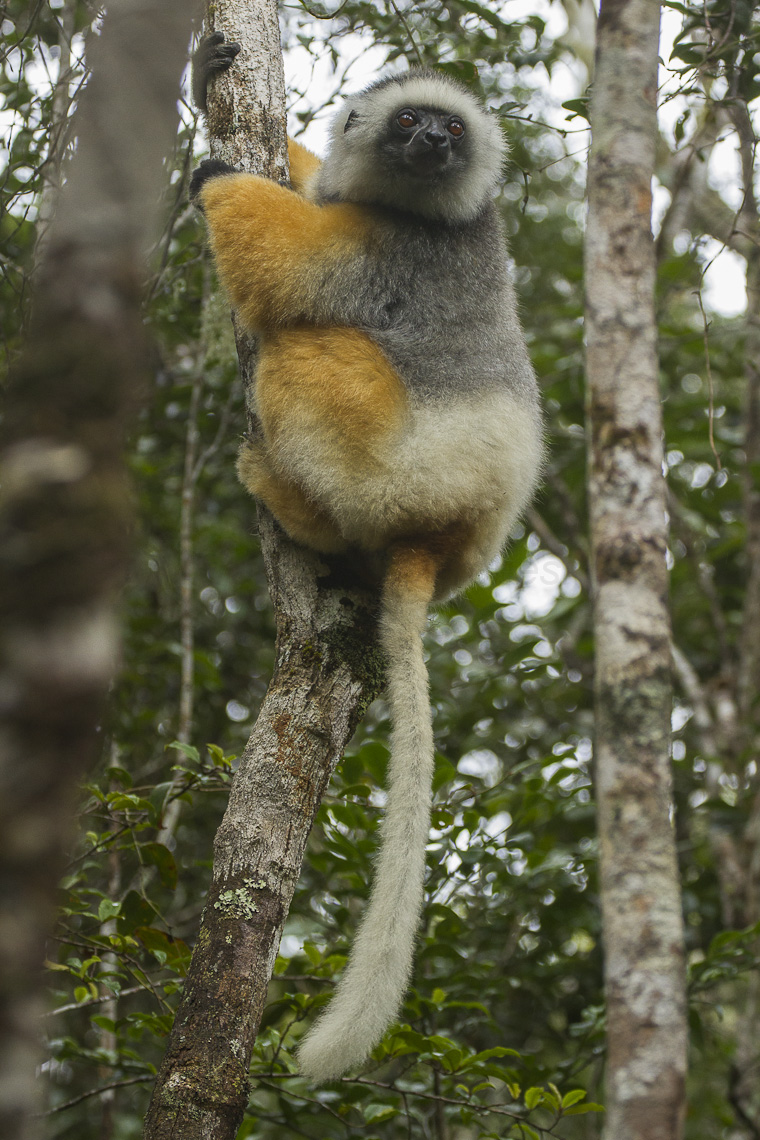
ダイアデムシファカ P. diadema